# Old Santa Fe County Courthouse
L'Old Santa Fe County Courthouse est un ancien palais de justice américain situé à Santa Fe, au Nouveau-Mexique. Livré en 1939, ce bâtiment dessiné par John Gaw Meem dans le style Pueblo Revival a été construit sur un site qui accueillait autrefois le domicile de Maria Gertrudis Barceló, propriétaire d'un saloon alors situé de l'autre côté de la rue. Il a été remplacé en tant que palais de justice du comté de Santa Fe depuis les années 1970 et il n'accueille plus que des bureaux.